# Anton Thumann
Anton Thumann, född 31 oktober 1912 i Pfaffenhofen, Bayern, Tyskland, död 8 oktober 1946 i Hameln, Niedersachsen, Tyskland, var en tysk SS-officer. Han uppnådde tjänstegraden SS-Obersturmführer 1943. Thumann tjänstgjorde som Schutzhaftlagerführer i flera nazistiska koncentrationsläger, bland andra Majdanek.
Efter andra världskriget ställdes Thumann inför rätta för brott mot mänskligheten. Vid Neuengamme-rättegången 1946 befanns han vara skyldig, dömdes till döden och avrättades genom hängning.

## Biografi
Anton Thumann var ursprungligen snickare. Han inträdde i SS i april 1932 och i NSDAP den 5 januari 1933. Från 1933 tillhörde Thumann SS-Totenkopfstandarte ”Oberbayern” och insattes som vakt i Dachau. 1937 tjänstgjorde han på kommendanturens kontor, och 1940 utnämndes han till Schutzhaftlagerführer, vars närmaste överordnade var lägrets kommendant. Schutzhaftlagerführern hade långtgående befogenheter inom förvaltningen av lägret och ansvarade för lägerfångarna. Thumanns uppgift var att försäkra kommendanten om att lägerreglerna efterlevdes och att rapportera brott mot dessa. Hans uppgift innebar även att se till att straff verkställdes. I början av augusti 1940 utsågs Thumann till lägerchef för Gross-Rosen, som vid den tiden var ett av Sachsenhausens satellitläger. I maj 1941 blev Gross-Rosen ett självständigt koncentrationsläger med egen förvaltning. SS-Obersturmbannführer Arthur Rödl utnämndes till kommendant, medan Thuman blev Schutzhaftlagerführer.

### Majdanek
I februari 1943 kommenderades Thumann till Majdanek och var där Schutzhaftlagerführer fram till mars 1944. Enligt ögonvittnet Jerzy Kwiatkowski, som var internerad i Majdanek från mars 1943 till juli 1944, dödade Thumann egenhändigt lägerfångar och sovjetiska krigsfångar. Han hade en schäfer som han lät bita internerna. Thumann deltog i de selektioner vid vilka det avgjordes vilka fångar som skulle leva och vilka som skulle dö. Han tog även aktiv del i massmordet under Aktion Erntefest i november 1943. 
Under några veckor i mars och april 1944 var Thumann placerad i Auschwitz-Birkenau. Thumann förekommer på en serie fotografier från Auschwitz vilka man antar vara tagna i juli 1944. På ett av fotografierna ses Thumann tillsammans med Richard Baer, Josef Mengele, Josef Kramer och Rudolf Höss.

### Neuengamme
Från april 1944 till april 1945 var Thumann Schutzhaftlagerführer i koncentrationslägret Neuengamme utanför Hamburg. Beledsagad av sin hund gjorde sig Thumann i Neuengamme skyldig till misshandel av lägerfångar. I april 1945 evakuerade SS Neuengamme. Under evakueringens gång beordrade Höhere SS- und Polizeiführer Nordsee Georg-Henning von Bassewitz-Behr, att 58 manliga och 13 kvinnliga motståndskämpar skulle föras från lägret Fuhlsbüttel till Neuengamme för att avrättas. Mellan den 21 och den 23 april hängdes dessa 71 personer i en fängelsebunker. När några av de dödsdömda gjorde motstånd, kastade Thumann in en handgranat genom ett av bunkerns fönster. Under Thumanns och SS-Unterscharführer Wilhelm Dreimanns befäl påbörjade de 700 kvarvarande fångarna den 30 april en dödsmarch med Flensburg som destination.

## Rättegång och död
Efter andra världskrigets slut greps Thumann och ställdes den 18 mars 1946 inför rätta inför en brittisk militärdomstol i Hamburg. Tillsammans med Thumann rannsakades 13 andra krigsförbrytare, bland andra Wilhelm Dreimann och kommendanten i Neuengamme, Max Pauly. Domstolen avkunnade sina domar den 13 maj och dömde 11 av de 14 åtalade till döden, däribland Thumann, Dreimann och Pauly. De till döden dömda hängdes av den brittiske skarprättaren Albert Pierrepoint i Hameln den 8 oktober 1946. Thumann ställdes aldrig till svars för sina gärningar i andra koncentrationsläger än Neuengamme.

## Utmärkelser i urval
- NSDAP:s partitecken i guld (Goldenes Ehrenzeichen der NSDAP)
- Anschlussmedaljen (Medaille zur Erinnerung an den 13. März 1938)
- Sudetenlandmedaljen (Medaille zur Erinnerung an den 1. Oktober 1938)